# 小口背甲鯰
小口背甲鯰，為輻鰭魚綱鯰形目甲鯰科的其中一種，為熱帶淡水魚，分布於南美洲巴西Jacuí河流域，棲息在底層水域，體長可達4.2公分，生活習性不明。

## 扩展阅读
維基物種上的相關：小口背甲鯰